# 亞歷克斯·博格丹諾維奇
亞歷克斯·博格丹諾維奇（Alex Bogdanovic，1984年5月22日—），出生於南斯拉夫貝爾格萊德，是一位英國退役男子職業網球運動員。1992年，他隨父母移居至英國。他於1999年開始參加青少年級比賽。

## 外部連結
- 官方网站
- 亞歷克斯·博格丹諾維奇（英文/西班牙文）的官方資料
- 亞歷克斯·博格丹諾維奇的國際網球總會 職業／青少年 官方資料（英文）
- 亞歷克斯·博格丹諾維奇的官方資料（英文）